# وقتی خورشید غروب می‌کند
وقتی خورشید غروب می‌کند (به انگلیسی: When The Sun Goes Down) سومین و آخرین آلبوم از گروه آمریکایی سلنا گومز و سین است. این آلبوم شامل سه تک‌آهنگ بود. اولین آن چه کسی می‌گوید در ماه مارس ۲۰۱۱ منتشر شد که توانست به رتبهٔ بیست و یکم در آمریکا برسد. تک‌آهنگ دوم، تو را مثل یک آهنگ عاشقانه دوست دارم است که در بلژیک، کانادا و آمریکا جزو چهل آهنگ برتر شد. سومین تک‌آهنگ با نام چراغ‌ها را خاموش کن در ۱۷ نوامبر ۲۰۱۱ منتشر شد و در بلژیک رتبهٔ یازدهم را به دست آورد.

## فهرست ترانه‌ها
| شماره | نام                                             | نام اصلی ترانه            | مدت‌زمان |
| ----- | ----------------------------------------------- | ------------------------- | ------- |
| ۱     | مثل یک ترانهٔ عاشقانه دوستت دارم                 | Love You Like a Love Song | ۳:۰۸    |
| ۲     | بنگ بنگ بنگ                                     | Bang Bang Bang            | ۳:۱۵    |
| ۳     | چه کسی می‌گوید                                   | Who Says                  | ۳:۱۶    |
| ۴     | ما شب را مال خودمان می‌کنیم (به همراه پیکسی لات) | We Own the Night          | ۳:۴۷    |
| ۵     | چراغ‌ها را خاموش کن                              | Hit the Lights            | ۳:۱۴    |
| ۶     | شلاق                                            | Whiplash                  | ۳:۴۰    |
| ۷     | وقتی خورشید غروب می‌کند                          | When the Sun Goes Down    | ۳:۱۶    |
| ۸     | دو راهی من                                      | My Dilemma                | ۳:۱۰    |
| ۹     | آن را بیشتر دوست دارم                           | That's More Like It       | ۳:۰۹    |
| ۱۰    | یاقی                                            | Outlaw                    | ۳:۲۲    |
| ۱۱    | میان هیچ کجا                                    | Middle of Nowhere         | ۳:۲۷    |
| ۱۰    | چه کسی می‌گوید (ورژن اسپانیایی)                  | Dices                     | ۳:۱۶    |